# Khu mỏ chính ở Wallonia
Các địa điểm thuộc Khu mỏ chính ở Wallonia  ở miền nam nước Bỉ được UNESCO công nhận là di sản thế giới  vào năm 2012.
Bốn địa điểm tạo thành một dải dài 170 km, mỗi mỏ có chiều dài từ 3 đến 15 km, kéo dài từ Đông sang Tây của Bỉ. Di sản này bao gồm các khu khai thác than từ thế kỷ 19, 20 được bảo tồn tốt nhất của đất nước. Đây là ví dụ đầu tiên của kiến trúc không tưởng từ giai đoạn đầu của thời đại công nghiệp ở châu Âu trong một quần thể tích hợp cao, giữa công nghiệp và đô thị, đặc biệt là mỏ than Grand Hornu và thành phố của người lao động được thiết kế bởi Bruno Renard trong nửa đầu của thế kỷ 19. Mỏ Bois-du-Luc bao gồm nhiều tòa nhà được xây dựng từ năm 1838-1909 và là một trong những mỏ than lâu đời nhất của châu Âu, có niên đại từ cuối thế kỷ 17. Tại khu vực Wallonia có hàng trăm mỏ than, hầu hết đã bị biến mất, trong khi bốn địa điểm của di sản được UNESCO công nhận là biện pháp tốt nhất để bảo vệ tính toàn vẹn.

## Lịch sử
Trong cuộc cách mạng công nghiệp thế kỷ 19, khai thác mỏ và các ngành công nghiệp nặng dựa vào than đá được hình thành và trở thành một phần quan trọng của nền kinh tế của Bỉ. Hầu hết các ngành công nghiệp khai thác mỏ này và đã diễn ra tại các sillon industriel (trong tiếng Pháp: "thung lũng công nghiệp"), một dải đất chạy từ Tây sang Đông qua đất nước mà nhiều trong những thành phố mỏ lớn nhất là được đặt tại Wallonia. Các địa điểm có tên trong di sản thế giới này đều nằm trong hoặc gần khu vực "thung lũng công nghiệp".
Hoạt động khai thác ở khu vực này bị giảm trong thế kỷ 20, và ngày nay bốn mỏ này đều không còn hoạt động khai thác mà chỉcòn là những địa điểm tham quan cho khách du lịch như là những bảo tàng lịch sử.

## Danh sách
| Tên            | Hình ảnh | Vị trí                    | Mô tả |
| -------------- | -------- | ------------------------- | --- |
| Grand Hornu    |          | Hornu, Hainaut            | Tổ hợp các tòa nhà công nghiệp gắn liền với khai thác than có từ đầu thế kỷ 19. Đó là một trong những ví dụ đầu tiên về quy hoạch thị trấn và là một trong những thị trấn công ty lâu đời nhất thế giới. |
| Bois-du-Luc    |          | Houdeng-Aimeries, Hainaut | Một trong những mỏ than lâu đời nhất ở Bỉ, mỏ đã đóng cửa vào năm 1973. Khu vực này được bảo tồn như một bảo tàng trong khi địa điểm này được biết đến như một thị trấn công ty.                         |
| Bois du Cazier |          | Marcinelle, Hainaut       | Một mỏ than từ năm 1822 đến 1967, Bois du Cazier được biết đến là nơi xảy ra thảm họa khai thác năm 1956, trong đó có 262 thợ mỏ thiệt mạng, nhiều người trong số họ là công nhân nhập cư từ Ý.          |
| Khu mỏ Blegny  |          | Blegny, Liège             | Một mỏ than lớn ở miền đông Bỉ, là mỏ cuối cùng đóng cửa ở tỉnh Liège vào năm 1980. |

## Hình ảnh

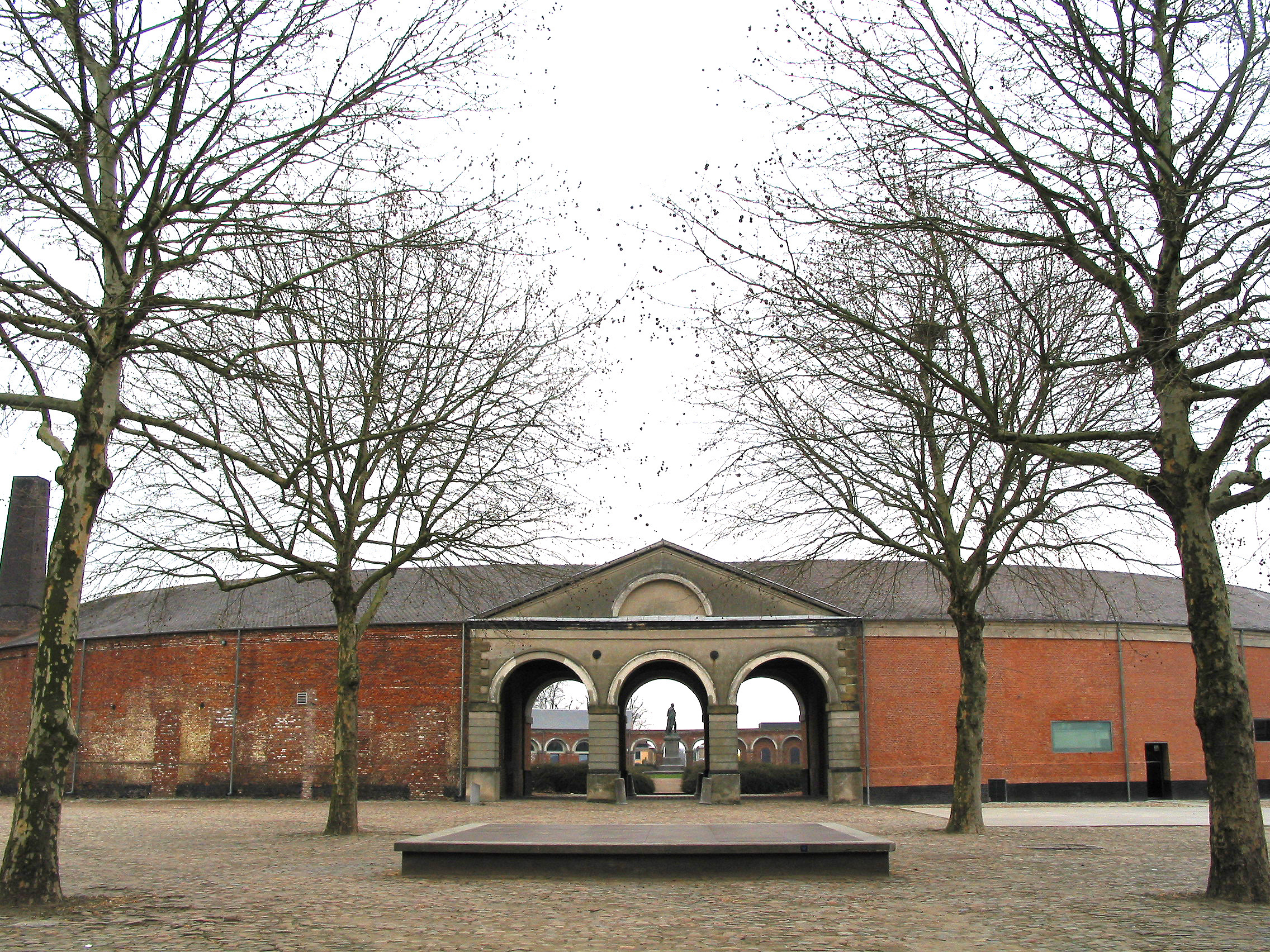
Mỏ Grand Hornu
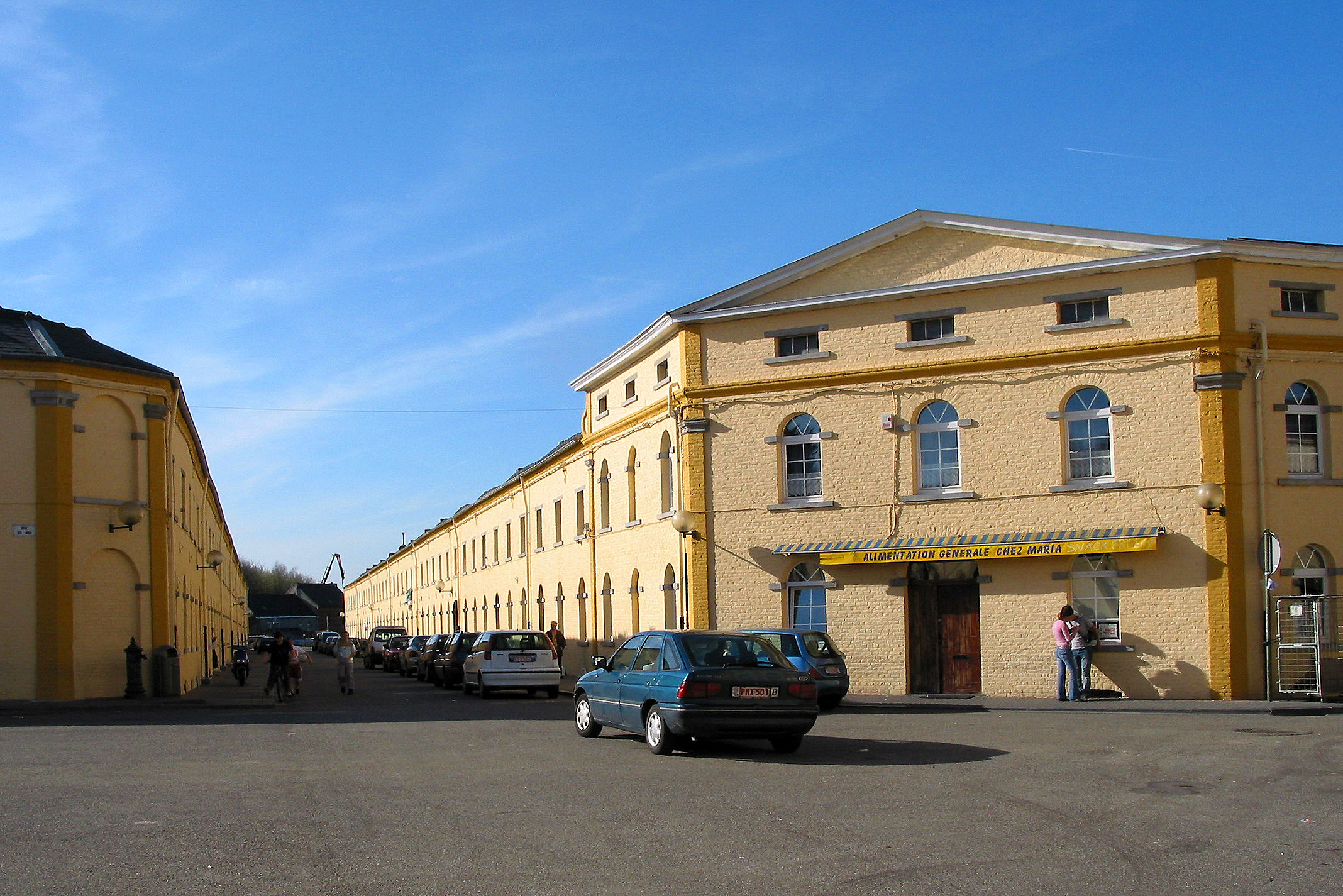
Bois-du-Luc
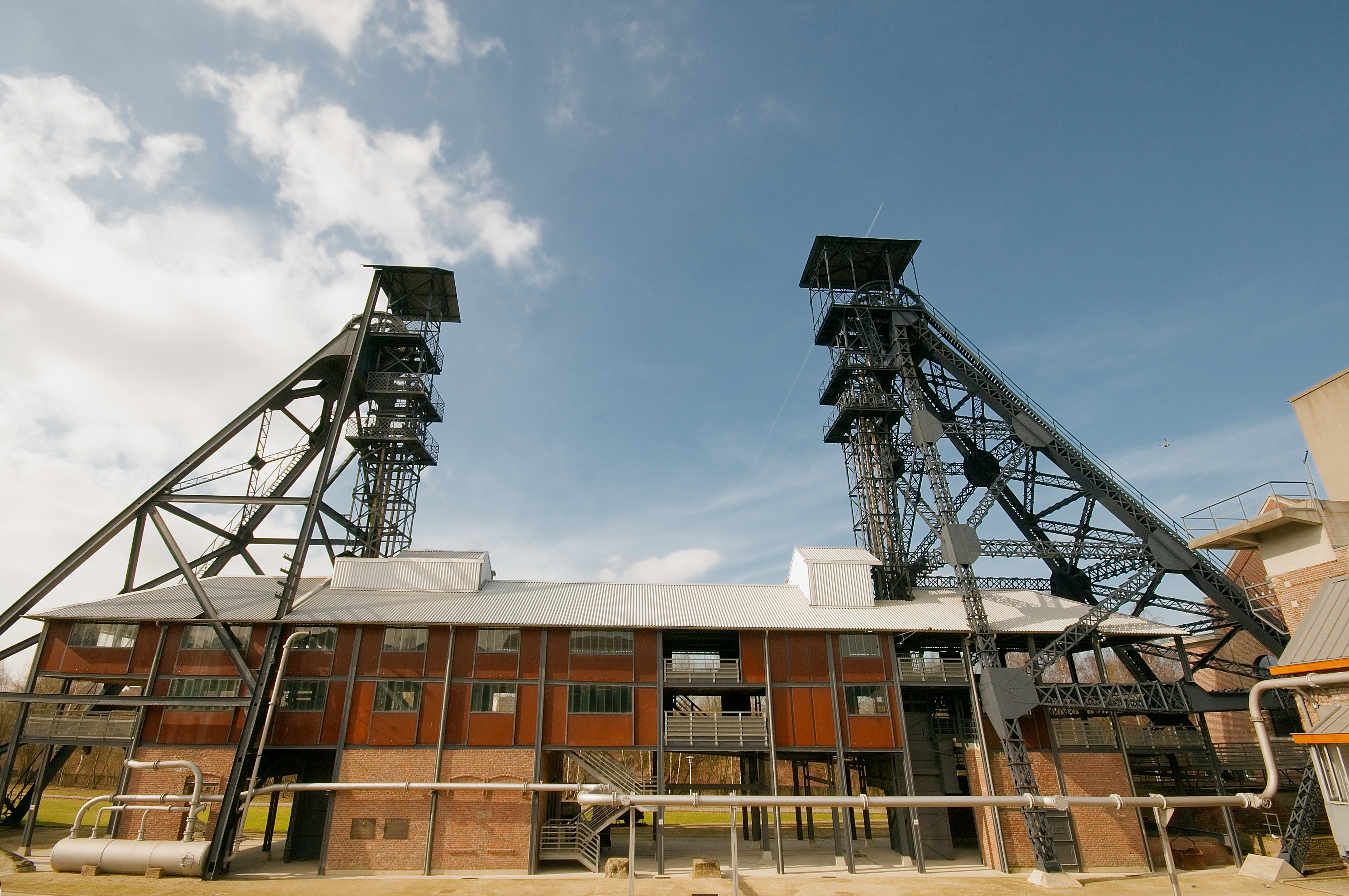
Bois du Cazier
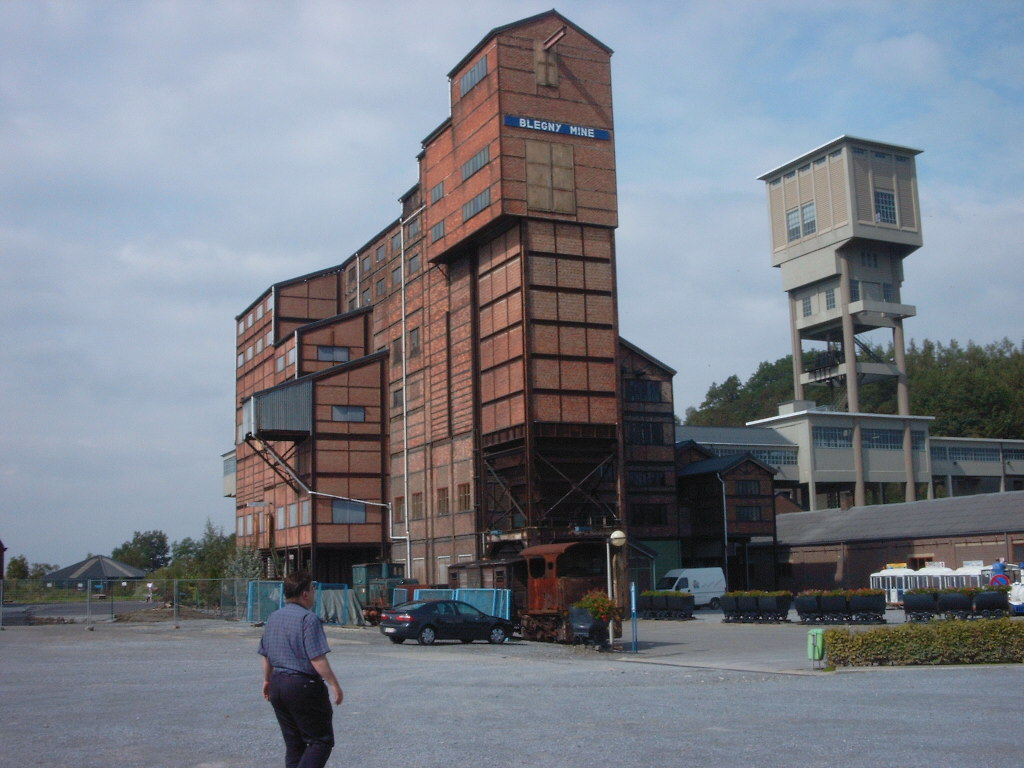
Khu mỏ Blegny